# 宁波市精神病院
宁波市精神病院，又称宁波市民康医院、浙江省荣军康复医院，是中国浙江省宁波市一所公立精神专科医院，为宁波市民政局及浙江省退役军人事务厅下属单位，前身为1978年成立的宁波市精神病管教所，1981年更名为宁波市精神病院，1984年设立浙江省复员退伍军人精神病疗养院:113、234，2019年1月加挂宁波市民康医院牌子，11月浙江省复员退伍军人精神病疗养院更名为浙江省荣军康复医院，为三级乙等医院，实行对外两块牌子，对内一套班子的管理模式。